# Уварова Неллі Володимирівна
Неллі Володимирівна Уварова (рос. Нелли Владимировна Уварова; нар. 14 березня 1980, Мажейкяй) — російська акторка театру, кіно і дубляжу.
Фігурант бази даних центру «Миротворець».

## Біографія
Народилася в Мажейкяй (Литва) 14 березня 1980, в змішаній російсько-вірменській родині. 
Батько — Володимир Георгійович — інженер-будівельник, мати — Галина Григорівна, за професією економіст, працювала викладачем спортивної гімнастики. старша сестра Олена — дизайнер. Дочка — Ія, народилася 7 квітня 2011 року.
Закінчила ВДІК (майстерня Г. Тараторкіна).
Лауреатка двох читцівських конкурсів: Конкурсу читців ім. Якова Смоленського (училище ім. Щукіна) і Всеросійського студентського конкурсу читців ім. В. Яхонтова (Санкт-Петербург, 2001).
З 1999 починає зніматися в кінострічках.
З 2001 — є провідною актрисою Російського академічного Молодіжного Театру (РАМТ), де грає різнопланові ролі, від Еллі в «Чарівнику смарагдового міста» до Наталі Герцен в гучному «Березі Утопії».
У 2004 отримала премію за найкращу жіночу роль на Міжнародному фестивалі «Веселка» (Моновистава «Правила поведінки в сучасному суспільстві»). Після виходу цієї вистави актрису номінували на премію «Золота Маска».
У 2005 актрису запрошують на головну роль серіалу «Не родись красивою», в якому виконує роль «чарівної дурнушки» — Катерини Пушкарьової. На знімальному майданчику працює разом з рідною сестрою Оленою Уваровою. Олена — художник по костюмах.
У 2006 на екрани виходить перший повнометражний фільм за участю (не рахуючи епізоду в «Бумері») «Я залишаюсь» Карена Оганесяна.
У 2007 отримує запрошення на роль Віри в 40-серійному серіалі «Атлантида», який з успіхом пройшов на каналі СТС (Росія) і 1+1 (Україна).
У 2011 стає ідейним натхненником та організатором проекту «Наївно? Дуже» — інтернет-магазин авторських подарунків, який створений для просування виробів дітей з важкими обмеженнями життєдіяльності, що проходять навчання майстерності у творчих майстернях Коледжу № 21.

## Визнання та нагороди
- «Грант Микити Михалкова» — ВДІК, Москва, 1998.
- «За найкращу акторську роботу» — Міжнародний кінофестиваль, Мілан, 2000. (Фільм «Полетіли»)
- «за найкращу жіночу роль» — Міжнародний фестиваль ВДІК, Москва, 1999 год. (Фільм «Полетіли»)
- «Премія за успіхи у навчанні від Фонду Ролана Бикова» — ВДІК, Москва, 2000 рік.
- «Премія „За внесок у розвиток кіномистецтва“ від Фонду Бондарчука» — ВДІК, Москва, 2001.
- Лауреат двох читацьких конкурсів: Конкурсу читців ім. Якова Смоленського (училище ім. Щукіна) та Всеросійського студентського конкурсу читців ім. В. Н. Яхонтова (Санкт-Петербург) за читацьку програму за романом Нодара Думбадзе «Закон вічності», 2001 рік.
- «Премія за успіхи у навчанні від Кіноцентру» — ВДІК, Москва, 2000—2001 роки.
- Премія за найкращу жіночу роль на Міжнародному фестивалі «Веселка» — (моноспектакль «Правила поведінки в сучасному суспільстві») 2004.
- Номінація на театральну премію «Золота Маска» — (моноспектакль «Правила поведінки в сучасному суспільстві») 2005.
- Номінація «Зваблива жінка» «на театральну премію Чайка» — (за роль Наталі Герцен у виставі «Корабельна аварія» другої частини трилогії «Берег Утопії») 2007 рік.
- Глядацька премія «ЖЖивий театр» в категорії «Найкраща жіноча роль» — (за роль Наталі Беєр у виставі «Подорож» першої частини трилогії «Берег Утопії») 2008 год.
- Театральна премія МК «за найкращу жіночу роль» у категорії напівметри — (за роль Наталі Герцен у виставі «Корабельна аварія» другої частини трилогії «Берег Утопії») 2008 год.
- Почесний диплом Російського союзу правовласників (РСП) «За внесок у російський кінематограф та театральне мистецтво» та грант Національного фонду підтримки правовласників, заснованого РАО та РСП, проекту «Наївно? Дуже» 2011.
- Медаль Федеральної служби судових приставів «За заслуги» за створення позитивного образу судового пристава в серіалі «Колишня дружина» 2013 рік

## Творчість

### Ролі в кіно
| Рік  |   | Назва                                                                                      | Роль                                                              |    |
| ---- | - | ------------------------------------------------------------------------------------------ | ----------------------------------------------------------------- | -- |
| 1999 | ф | Полетіли?! (студентська робота режисера Анни Мелікян)                                      | Марта                                                             | ру |
| 2000 | ф | До запитання (короткометражний) відзначений головним призом на конкурсі ВДІКу «Свята Анна» |                                                                   | ру |
| 2002 | с | Головні ролі                                                                               | Юлія                                                              | ру |
| 2003 | ф | Бумер                                                                                      | дівчина                                                           | ру |
| 2004 | ф | Ангел на узбіччі                                                                           |                                                                   | ру |
| 2005 | с | Не родись красивою                                                                         | Катерина Пушкарьова                                               | ру |
| 2006 | с | У колі першому                                                                             | Нінель Нержина                                                    | ру |
| 2007 | ф | Я залишаюсь                                                                                | Євгенія Тирса                                                     | ру |
| 2007 | с | Атлантида                                                                                  | Віра Степнова                                                     | ру |
| 2008 | с | Важкий пісок                                                                               | Діна Івановська                                                   | ру |
| 2008 | ф | Мимра                                                                                      |                                                                   | ру |
| 2008 | ф | Закриті простори                                                                           | Тамара                                                            | ру |
| 2008 | ф | Таємничий острів                                                                           | Ольга                                                             | ру |
| 2009 | ф | М + Ж                                                                                      | Вероніка                                                          | ру |
| 2010 | ф | Москва.ru                                                                                  | Олена                                                             | ру |
| 2010 | ф | Близький ворог                                                                             | Марія                                                             | ру |
| 2011 | ф | Мамочки                                                                                    | Мадіна                                                            | ру |
| 2011 | с | Вежа-2                                                                                     | Лариса                                                            | ру |
| 2013 | с | колишня дружина                                                                            | Наталія Сергіївна Мельник, судовий пристав (стажер), головна роль | ру |

### Озвучування
- 2004 — «Марина Цвєтаєва. Пристрасті за Мариною» (озвучування)
- Лісістрата
- Чарівник Смарагдового міста — Еллі
- Артур і мініпути — принцеса Селенія
- Горе від розуму — Єлизавета

### Театральні роботи

#### РАМТ
- 1998 — «Маленький лорд Фаунтлерой» Ф. Бернетт. режисер: Анна Некрасова — Кульгавий хлопець
- 1999 год — «Марсіанські хроніки» Рея Бредбері. Режисер: Олексій Бородін — Аліса.
- 1999 год — «Сон з продовженням» Сергія Михалкова. Режисери: Олексій Бородін, Михайло Кісляров
- 1989 — «Пригоди Тома Сойєра» Марка Твена Тімоті Мейсона. Режисер: Джон Кренні (США) — Емі Лоренс
- 1999 год — «Незнайко-мандрівник» Н. Носова. Режисер: Олексій Блохін — Сніжинка
- 2001 — «Лоренцаччо» Автор — Альфред де Мюссе. Режисер: Олексій Бородін — Луїза Строцці.
- 2002 — «Ераст Фандорін» Автор: Б. Акунін. Режисер: Олексій Бородін. Роль — Ліза Еверт-Колокольцева
- 2003 — «Таня» Олексія Арбузова. Режисер Олександр Пономарьов — Дуся
- 2003 год — «Тінь» Е. Л. Шварца. Режисер: Юрій Єрьомін — Аннунціата
- 2003 год — «Правила поведінки в сучасному суспільстві» Просто лекція (моноспектакль) Ж.-Л. Лагарс. Режисер: Олександр Назаров — Лектор
- 2004 рік — «Чарівник смарагдового міста» О. М. Волкова. Режисери: Олексій Блохін, Олексій Веселкін — Еллі
- 2004 год — «Ідіот» Ф. М. Достоєвського. Режисер: Режис Обадія (Франція) — Аглая Єпанчина
- 2004 год — «Forever» Аурні Ібсен (Ісландія). Режисер: Райво Трас — Сусанна
- 2005 рік — «А зорі тут тихі…» Бориса Васильєва. Режисер: О. С. Устюгов — Соня Гурвич
- 2007 рік — «Берег Утопії» (Трилогія: «Подорож» («Voyage»), «Корабельна аварія» («Shipwreck») та «Викинуті на берег» («Salvage»)) Тома Стоппарда. Режисер: Олексій Бородін — Наталі Беєр, Наталі Герцен, Мері Сатерленд
- 2008 — «Червоне та Чорне» Юрія Єрьоміна (за романом Стендаля). Режисер: Юрій Єрьомін — Пані де Реналь
- 2009 — «Під тиском 1-3» (нічний проект) Роланда Шиммельпфенніга. режисер: Єгор Перегудов — Ангеліка
- 2009 — «Майже насправді» Тоона Теллеген. Режисер: Катерина Половцева — Ласка, Метелик
- 2010 — «Червоні вітрила» А. Гріна. Режисер: Олексій Бородін — Мері
- 2010 — «Нічия триває мить» Іцхокас Мерас. Режисер: Міндаугас Карбаускіс —Рахіль Ліпман, Марія Блажевська, Она Клімене
- 2010 — «Доказ» Девід Оберн. Режисер: Кшиштоф Зануссі — Кетрін
- 2010 — «Чехов-гала» А. Чехов. Режисер: Олексій Бородін — Змеюкіна

#### Спектаклі в інших театрах
- 2002 — «Російське свято» за оповіданнями І. Буніна. Режисер: Олександр Назаров — Полічка («Театральна майстерня Тараторкіна»)
- «Одкровення князя Касатського» за повістю Л. Толстого «Отець Сергій». Режисер — Олександр Назаров — Поленька («Театральна майстерня Тараторкіна»).
- 2002 рік — «Арабська ніч» Роланд Шіммельпфеннінг. Режисер: Олександр Назаров — Фатіма («Театральна майстерня Тараторкіна» в рамках фестивалю «NET-2002»)
- 2002 год — «Любов на темній вулиці» Ірвіна Шоу. Режисер: Сергій Пікалов — Муму Банарі-Коінталь (Театральна студія Вищої школи економіки)
- 2005 — «Три сестри» А. П. Чехова. Режисер: Деклан Доннеллан (Declan Donnellan) — Ірина («Ле Жемо» (Франція) в рамках Міжнародного Чеховського фестивалю)
- 2007 рік — «Найдорожче — безкоштовно» Юкіо Місіма. Режисер: Юрій Єрьомін — Кадзуко («Інтер Концерт Продакшн»)
- 2008 — «Старший син» А. Вампілова. Режисер: Сергій Надточев — Ніна («Добрий театр») Останнім часом Неллі в спектаклі не грає
- 2009 — «Жених з того світу» комедія дель арте за мотивами п'єси Карло Гольдоні «Слуга двох панів». Режисер: Олексій Кирющенко — Беатріче (Театральна компанія «Т-ATRE»)
- 2010 — «Всі мої сини» Артур Міллер. Режисер: Кшиштоф Зануссі — Енн Дівер («Загальнонаціональна програма „У колі родини“»)
- 2011 — «Ханума» Авксентій Цагарелі. Режисер: Андро Енукідзе — Ханума («Театр Міленіум»)
- 2013 — «Сусід на тиждень, не більше» Мішель Клемон. Режисер: Валерій Гаркалін — Софі Театральне агентство «Арт-Партнер XXI»